# سایدکار (کوکتل)
سایدکار کوکتلی است که به طور سنتی با کنیاک ، لیکور پرتقال ( کوینترو ، لیکور گراند مارنیر  ، کوراسائو (برند لیکو)ر خشک، یا سه ثانیه )، به علاوه آب لیمو درست می‌شود. ، این نوشیدنی شاید نزدیک‌ترین ارتباط را با برندی کرستا قدیمی‌تر دارد، که هم از نظر ظاهر و هم در نسبت اجزای آن متفاوت است.
مانند دایکوئیری، سایدکار نیز از فرمول اولیه ترش درست شده است، کوکتل سایدکار یک چالش سخت برای بارمن ها در نظر گرفته می شوند زیرا نسبت مواد تشکیل دهنده برای لیکورهایی با شیرینی متغیر دشوارتر است.

## منشأ
منشأ دقیق کوکتل سایدکار مشخص نیست، اما گمان میشود که در اواخر جنگ جهانی اول در لندن یا پاریس اختراع شده باشد. 
همچنین هتل ریتز در پاریس ادعا می کند که منشا این نوشیدنی در آنجا است.

#### نام گذاری
این نوشیدنی مستقیماً از ساید کار موتور های آن زمان نامگذاری شد که در آن زمان بسیار رایج بوده است.

اولین دستور العمل درست کردن کوکتل سایدکار در سال ۱۹۲۲، در کتاب هری مک الهون،  از مخلوط کوکتل ها و کوکتل های رابرت ورمیر و نحوه مخلوط کردن آنها پیدا شده است. این کوکتل‌ یکی از شش نوشیدنی برتری است که در کتاب هنر زیبای مخلوط کردن نوشیدنی ها (۱۹۴۸) اثر دیوید ای امبری آمده است.